# Entephria pseudocyanata
Entephria pseudocyanata là một loài bướm đêm trong họ Geometridae.